# تینا لوئیز توماس
تینا لوئیز توماس (انگلیسی: Tina Louise Thomas؛ زادهٔ ۱۱ مارس ۱۹۵۵) مدل (شخص) اهل ایالات متحده آمریکا است.